# Gubernatorzy Wyspy Świętej Heleny, Wyspy Wniebowstąpienia i Tristan da Cunha

Flaga gubernatora Wyspy Świętej Heleny, Wyspy Wniebowstąpienia i Tristan da Cunha

Gubernator Wyspy Świętej Heleny, Wyspy Wniebowstąpienia i Tristan da Cunha reprezentuje brytyjską monarchię. Jest powoływany przez monarchę na wniosek brytyjskiego rządu. Jego rolą jest mianowanie Rady Wykonawczej (rząd) Świętej Heleny. Gubernator wyznacza również administratorów na dwóch dependencjach Świętej Heleny: Wyspie Wniebowstąpienia oraz Tristan da Cunha.
Gubernator posiada własną flagę, przedstawiającą flagę Zjednoczonego Królestwa z herbem kolonii Wyspa Świętej Heleny, Wyspa Wniebowstąpienia i Tristan da Cunha pośrodku. Jego rezydencja, Plantation House mieści się niedaleko stolicy Jamestown. 

## Lista gubernatorów Wyspy Świętej Heleny, Wyspy Wniebowstąpienia i Tristan da Cunha
| Osoba | Osoba   | Osoba                                               | Kadencja             | Kadencja             |
| #     | Portret | Imię i Nazwisko                                     | Od                   | Do                   |
| ----- | ------- | --------------------------------------------------- | -------------------- | -------------------- |
| 1     |         | George Middlemore (?–1850)                          | 24 lutego 1836       | 6 stycznia 1842      |
| 2     |         | Hamelin Trelawney (1782–1846)                       | 6 stycznia 1842      | 3 maja 1846          |
| -     |         | George Brodie Fraser (tymczasowo)                   | 4 maja 1846          | 18 lipca 1846        |
| -     |         | John Ross (tymczasowo)                              | 18 lipca 1846        | 23 listopada 1846    |
| 3     |         | Patrick Ross (1778–1850)                            | 23 listopada 1846    | 28 sierpnia 1850     |
| -     |         | Robert Clarke (tymczasowo)                          | 28 sierpnia 1850     | 18 lipca 1851        |
| 4     |         | Thomas Gore Browne (1807–1887)                      | 18 lipca 1851        | 15 grudnia 1854      |
| -     |         | Horatio Nelson Vigors (1806?–1864) (tymczasowo)     | 15 grudnia 1854      | 10 października 1856 |
| 5     |         | Edward Hay Drummond Hay (1815–1884)                 | 10 października 1856 | 3 lipca 1863         |
| 6     |         | Charles Elliot (1801–1875)                          | 3 lipca 1863         | 29 stycznia 1870     |
| -     |         | Hudson Ralph Janisch (1824–1884) (tymczasowo)       | 29 stycznia 1870     | 4 lutego 1870        |
| 7     |         | Charles George Edward Patey (1811–1881)             | 4 lutego 1870        | 1873                 |
| 8     |         | Hudson Ralph Janisch (1824–1884)                    | 1873                 | 10 marca 1884        |
| -     |         | Grant Blunt (1840–1912) (tymczasowo)                | 1884                 | 1887                 |
| -     |         | William Grey-Wilson (1852–1926) (tymczasowo)        | 1887                 | 1889                 |
| -     |         | Reginald L. Antrobus (1853–1942) (tymczasowo)       | listopad 1889        | czerwiec 1890        |
| 9     |         | William Grey-Wilson (1852–1926)                     | 18 lipca 1890        | 7 czerwca 1897       |
| 10    |         | Robert Armitage Sterndale (1839–1902)               | 7 czerwca 1897       | 3 października 1902  |
| -     |         | Adolphus James Price (1846–1937) (tymczasowo)       | 3 października 1902  | listopad 1903        |
| 11    |         | Henry Lionel Gallwey (1859–1949)                    | listopad 1903        | 1912                 |
| 12    |         | Harry Edward Spiller Cordeaux (1870–1943)           | 21 lutego 1912       | 1920                 |
| 13    |         | Robert Francis Peel (1874–1924)                     | 1920                 | 10 sierpnia 1924     |
| -     |         | Harold Iremonger (1882-1937) (tymczasowo)           | 1924                 | 1925                 |
| 14    |         | Charles Henry Harper (1876-1950)                    | 2 lutego 1925        | 8 sierpnia 1932      |
| 15    |         | Stewart Spencer Davis (1875–1950)                   | 13 października 1932 | 25 października 1937 |
| -     |         | Geoffrey Charles Kitching (1892-1950) (tymczasowo)  | 1837                 | 1838                 |
| 16    |         | Henry Guy Pilling (1875–1950)                       | 16 marca 1938        | 17 lipca 1941        |
| 17    |         | William Bain Gray (1886–1949)                       | listopad 1941        | 14 sierpnia 1946     |
| -     |         | Frank Edward Gilpin (tymczasowo)                    | 1946                 | 1947                 |
| 18    |         | George Andrew Joy (1896–1974)                       | 31 maja 1947         | 22 września 1953     |
| -     |         | Charles Walter Trevor Johnson (1893–?) (tymczasowo) | 1953                 | 1954                 |
| 19    |         | James Dundas Harford (1899–1993)                    | 11 stycznia 1954     | 1 stycznia 1958      |
| 20    |         | Robert Edmund Alford (1904–1979)                    | 26 lutego 1958       | 2 marca 1962         |
| 21    |         | John Osbaldiston Field (1913–1985)                  | 13 maja 1962         | 25 maja 1968         |
| 22    |         | Dermont Art Pelly Murphy (1914–1975)                | 27 maja 1968         | 26 czerwca 1971      |
| 23    |         | Thomas Oates (1917–2015)                            | 1 października 1971  | 5 listopada 1976     |
| 24    |         | Geoffrey Colin Guy (1921–2006)                      | 5 grudnia 1976       | 5 stycznia 1981      |
| -     |         | Philip Dale (tymczasowo)                            | 1981                 | 1982                 |
| 25    |         | John Dudley Massingham (1930–2009)                  | 10 marca 1982        | 26 kwietnia 1984     |
| 26    |         | Francis Eustace Baker (1933–)                       | 3 sierpnia 1984      | 6 kwietnia 1988      |
| 27    |         | Robert Frederick Stimson (1939-)                    | 20 kwietnia 1988     | 16 kwietnia 1991     |
| 28    |         | Alan Norman Hoole (1942–2000)                       | 17 maja 1991         | 17 kwietnia 1995     |
| 29    |         | David Leslie Smallman (1940–)                       | 8 września 1995      | 1999                 |
| 30    |         | David J. Hollamby (1945–)                           | 24 czerwca 1999      | 29 września 2004     |
| -     |         | John M. Styles (tymczasowo)                         | 29 września 2004     | 15 października 2004 |
| 31    |         | Michael Clancy (1949–2010)                          | 15 października 2004 | 28 października 2007 |
| -     |         | Martin Rupert Hallam (tymczasowo)                   | 29 października 2007 | 10 listopada 2007    |
| 32    |         | Andrew Gurr (1944–)                                 | 11 listopada 2007    | 23 września 2011     |
| -     |         | Ken Baddon (tymczasowo)                             | 24 września 2011     | 29 października 2011 |
| 33    |         | Mark Andrew Capes (1954-)                           | 29 października 2011 | 18 marca 2016        |
| -     |         | Sean Gilbert Peter Burns (tymczasowo)               | 18 marca 2016        | 25 kwietnia 2016     |
| 34    |         | Lisa Kathleen Phillips                              | 25 kwietnia 2016     | 11 maja 2019         |
| 35    |         | Philip Rushbrook                                    | 11 maja 2019         |                      |